# Lista de maiores companhias chinesas

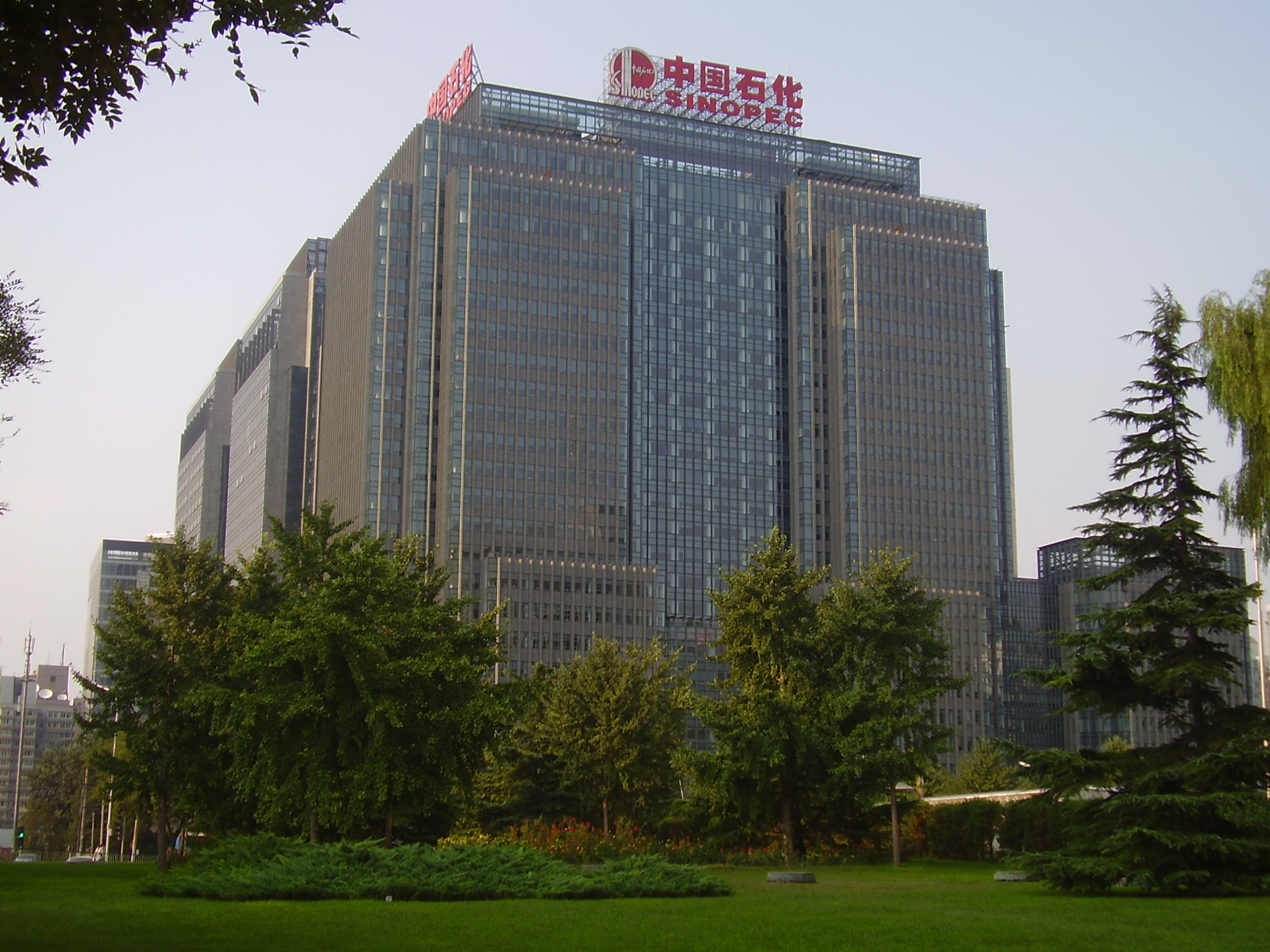
A sede da petrolífera Sinopec em Pequim. Sua matriz, a China Petrochemical Corporation ou o grupo Sinopec, foi a maior da China e a segunda maior empresa do mundo em receita em 2020, com uma receita anual total de mais de US$ 400 bilhões. Em termos de ativos totais, o Banco Industrial e Comercial da China era o maior banco da China e do mundo em 2020, com mais de US$ 4,3 trilhões em ativos.

Este artigo lista as maiores empresas da China em termos de receita, lucro líquido e ativos totais, de acordo com as revistas de negócios norte-americanas Fortune e Forbes. Em 2020, a lista Fortune Global 500 das maiores companhias do mundo incluía 124 empresas chinesas ao todo. No mesmo ano, a Forbes relatou que cinco das dez maiores empresas públicas do mundo eram chinesas, incluindo o maior banco do mundo em ativos totais, o Banco Industrial e Comercial da China. Muitas das maiores empresas da China são estatais, devido à presença significativa do governo chinês na economia nacional.

## ListaFortuneGlobal 500 de 2020
Esta lista exibe as vinte e cinco maiores empresas chinesas de acordo com a Fortune Global 500, que classifica as maiores empresas do mundo por receita anual. Os números abaixo são dados em milhões de dólares americanos e são para o ano fiscal encerrado em 31 de março de 2020. Também estão listados a sede, número de funcionários e principal setor de atividade de cada empresa, além de suas características acionárias.
| Classificação na China | Classificação na Fortune 500 | Nome                                      | Sede      | Receita (milhões de dólares) | Lucro (milhões de dólares) | Ativos (milhões de dólares) | Funcionários | Setor                           | Proprietário             |
| ---------------------- | ---------------------------- | ----------------------------------------- | --------- | ---------------------------- | -------------------------- | --------------------------- | ------------ | ------------------------------- | ------------------------ |
| 1                      | 2                            | Sinopec Group                             | Pequim    | 407,009                      | 6,793.2                    | 317,515.7                   | 582,648      | Petrolífera                     | Estatal                  |
| 2                      | 3                            | State Grid Corporation of China           | Pequim    | 383,906                      | 7,970.0                    | 596,616.3                   | 907,677      | Utilitária elétrica             | Estatal                  |
| 3                      | 4                            | China National Petroleum                  | Pequim    | 379,130                      | 4,443.2                    | 608,085.6                   | 1,344,410    | Petrolífera                     | Estatal                  |
| 4                      | 18                           | China State Construction Engineering      | Pequim    | 205,839                      | 3,333.0                    | 294,070.0                   | 335,038      | Construção                      | Estatal                  |
| 5                      | 21                           | Ping An Insurance                         | Shenzhen  | 184,280                      | 21,626.7                   | 1,180,488.5                 | 372,194      | Seguros                         | Pública (capital aberto) |
| 6                      | 24                           | Industrial and Commercial Bank of China   | Pequim    | 177,069                      | 45,194.5                   | 4,322,528.4                 | 445,106      | Banco comercial                 | Estatal                  |
| 7                      | 30                           | China Construction Bank                   | Pequim    | 158,884                      | 38,609.7                   | 3,651,644.6                 | 370,169      | Banco comercial                 | Estatal                  |
| 8                      | 35                           | Agricultural Bank of China                | Pequim    | 147,313                      | 30,701.2                   | 3,571,541.7                 | 467,631      | Banco comercial                 | Estatal                  |
| 9                      | 43                           | Bank of China                             | Pequim    | 135,091                      | 27,126.9                   | 3,268,837.9                 | 309,384      | Banco comercial                 | Estatal                  |
| 10                     | 45                           | China Life Insurance                      | Pequim    | 131,244                      | 4,660.3                    | 648,393.2                   | 180,401      | Seguros                         | Estatal                  |
| 11                     | 49                           | Huawei                                    | Shenzhen  | 124,316                      | 9,062.1                    | 123,269.9                   | 194,000      | Equipamentos de telecomunicação | Empresa limitada         |
| 12                     | 50                           | China Railway Engineering Corporation     | Pequim    | 123,324                      | 1,535.3                    | 152,982.5                   | 302,394      | Construção                      | Estatal                  |
| 13                     | 52                           | SAIC Motor                                | Shanghai  | 122,071                      | 3,706.1                    | 121,930.8                   | 151,785      | Automotiva                      | Estatal                  |
| 14                     | 54                           | China Railway Construction                | Pequim    | 120,302                      | 1,359.2                    | 155,597.9                   | 364,907      | Construção                      | Estatal                  |
| 15                     | 64                           | China National Offshore Oil               | Pequim    | 108,687                      | 6,957.2                    | 184,922.2                   | 92,080       | Petróleo                        | Estatal                  |
| 16                     | 65                           | China Mobile                              | Pequim    | 108,527                      | 12,145.1                   | 266,190.3                   | 457,565      | Telecomunicações                | Estatal                  |
| 17                     | 75                           | Pacific Construction Group                | Ürümqi    | 97,536                       | 3,455                      | 63,694.6                    | 453,635      | Construção                      | Privada                  |
| 18                     | 78                           | China Communications Construction Company | Pequim    | 95,096                       | 1,332.6                    | 232,053.4                   | 197,309      | Construção                      | Estatal                  |
| 19                     | 79                           | China Resources                           | Hong Kong | 94,758                       | 3,571.6                    | 232,277.1                   | 396,456      | Farmacêutica                    | Estatal                  |
| 20                     | 89                           | FAW Group                                 | Changchun | 89,417                       | 2,847.8                    | 70,353.7                    | 129,580      | Automotiva                      | Estatal                  |
| 21                     | 90                           | China Post                                | Pequim    | 89,347                       | 4,440.9                    | 1,518,542.8                 | 927,171      | Correio                         | Estatal                  |
| 22                     | 91                           | Amer International Group                  | Shenzhen  | 88,862                       | 1,807.3                    | 23,170.8                    | 18,103       | Metalúrgica                     | Privada                  |
| 23                     | 92                           | China Minmetals                           | Pequim    | 88,357                       | 230.1                      | 133,441.7                   | 199,486      | Metalúrgica                     | Estatal                  |
| 24                     | 100                          | Dongfeng Motor                            | Wuhan     | 84,049                       | 1,328.4                    | 71,423.3                    | 154,641      | Automotiva                      | Estatal                  |
| 25                     | 102                          | JD.com                                    | Pequim    | 83,505                       | 1,763.7                    | 37,286.1                    | 227,730      | Comércio eletrônico             | Pública                  |

## ListaForbesGlobal 2000de 2020
Esta lista é baseada na Forbes Global 2000, que classifica as 2.000 maiores empresas de capital aberto do mundo. A lista da Forbes leva em consideração uma multiplicidade de fatores, incluindo receita, lucro líquido, ativos totais e valor de mercado de cada empresa; cada fator recebe uma classificação ponderada em termos de importância ao considerar a classificação geral. A tabela a seguir também relaciona a localização da sede e o setor de atividade de cada empresa. Os números estão em bilhões de dólares americanos e são para o ano fiscal de 2020.
| Classificação de 2020 | Classificação na Forbes 2000 | Nome                                    | Sede     | Receita (bilhões de dólares) | Lucro (bilhões de dólares) | Ativos (bilhões de dólares) | Valor de mercado (bilhões de dólares) | Setor               |
| --------------------- | ---------------------------- | --------------------------------------- | -------- | ---------------------------- | -------------------------- | --------------------------- | ------------------------------------- | ------------------- |
| 1                     | 1                            | Industrial and Commercial Bank of China | Pequim   | 177.2                        | 45.3                       | 4,322.5                     | 242.3                                 | Banco               |
| 2                     | 2                            | China Construction Bank                 | Pequim   | 162.1                        | 38.9                       | 3,822.0                     | 203.8                                 | Banco               |
| 3                     | 5                            | Agricultural Bank of China              | Pequim   | 148.7                        | 30.9                       | 3,697.5                     | 147.2                                 | Banco               |
| 4                     | 7                            | Ping An Insurance                       | Shenzhen | 155.8                        | 18.8                       | 1,218.6                     | 187.2                                 | Seguros             |
| 5                     | 10                           | Bank of China                           | Pequim   | 135.4                        | 27.2                       | 3,837.6                     | 112.8                                 | Banco               |
| 6                     | 26                           | China Merchants Bank                    | Shenzhen | 58.4                         | 13.7                       | 1094.9                      | 120.9                                 | Banco               |
| 7                     | 30                           | Postal Savings Bank of China            | Pequim   | 64.4                         | 9.0                        | 1,522.4                     | 92                                    | Banco               |
| 8                     | 31                           | Alibaba Group                           | Hangzhou | 70.6                         | 24.7                       | 189.4                       | 545.4                                 | E-commerce          |
| 9                     | 32                           | PetroChina                              | Pequim   | 364.1                        | 6.6                        | 392.3                       | 65.9                                  | Petróleo            |
| 10                    | 37                           | China Life                              | Pequim   | 103.7                        | 8.5                        | 536.2                       | 60.3                                  | Seguros             |
| 11                    | 45                           | Bank of Communications                  | Shanghai | 66.6                         | 11.2                       | 1,422.1                     | 47.1                                  | Banco               |
| 12                    | 50                           | Tencent                                 | Shenzhen | 54.6                         | 13.5                       | 137                         | 500.7                                 | Tecnologia          |
| 13                    | 57                           | Industrial Bank Co.                     | Fuzhou   | 50.2                         | 9.2                        | 1,045.0                     | 49                                    | Banco               |
| 14                    | 60                           | Sinopec Group                           | Pequim   | 369.2                        | 3.3                        | 254.8                       | 76.6                                  | Petróleo            |
| 15                    | 65                           | Shanghai Pudong Development Bank        | Shanghai | 50.0                         | 8.6                        | 1.029.3                     | 44.2                                  | Banco               |
| 16                    | 79                           | China State Construction Engineering    | Pequim   | 203                          | 6.1                        | 292.3                       | 30.7                                  | Construção          |
| 17                    | 90                           | China Minsheng Banking                  | Pequim   | 48.5                         | 7.8                        | 959.2                       | 32.8                                  | Banco               |
| 18                    | 100                          | Vanke                                   | Shenzhen | 53.5                         | 5.6                        | 245.3                       | 37.6                                  | Setor imobiliário   |
| 19                    | 111                          | Country Garden                          | Shunde   | 70.1                         | 5.7                        | 273.8                       | 27.8                                  | Setor imobiliário   |
| 20                    | 113                          | China CITIC Bank                        | Pequim   | 49.3                         | 7.1                        | 991.4                       | 23.9                                  | Banco               |
| 21                    | 130                          | China Pacific Insurance                 | Shanghai | 55.8                         | 4                          | 215.7                       | 30                                    | Seguros             |
| 22                    | 131                          | SAIC Motor                              | Shanghai | 121.1                        | 3.7                        | 121.9                       | 31.3                                  | Automotiva          |
| 23                    | 148                          | China Everbright Bank                   | Pequim   | 35.6                         | 5.5                        | 737.6                       | 22.3                                  | Banco               |
| 24                    | 154                          | Evergrande Group                        | Shenzhen | 69.4                         | 2.5                        | 316.8                       | 23.5                                  | Setor imobiliário   |
| 25                    | 168                          | China Shenhua Energy                    | Pequim   | 35                           | 6.1                        | 80.8                        | 35.6                                  | Mineração de carvão |